# Партија стреластог крста
Партија стреластог крста (мађ. Nyilaskeresztes Párt – Hungarista Mozgalom) била је мађарска тоталитарна нацистичка странка, која је деловала од 1935. до 1945. године. Основао ју је Ференц Салаши под именом Партија народне воље.
Идеологија партије темељила се на радикалном национализму, промоцији живота на селу, антикапитализму, антикомунизму и милитантном антисемитизму. Салаши је у почетку био поприлично антинемачки расположен, али је по уласку Мађарске у Тројни пакт ипак успео да направи компромис са Хитлером. Партија стреластог крста је, за разлику од немачке нацистичке партије, била изразито прокатоличка.
Партија је била забрањена 1937, али је своју делатност обновила под именом Партија стреластог крста, 15. марта 1939. године. На мађарским парламентарним изборима 1939. године, странка је постигла свој највећи успех: освојила је 900.000 гласова (25%) и имала 250.000 чланова.. По уласку Мађарске у Други светски рат, Хорти је поново забранио деловање Стреластих крстова.
Пошто Миклош Хорти и премијер Миклош Калај нису активно спроводили Хитлерове наредбе током рата, овај је изгубио стрпљење и немачка војска је окупирала Мађарску у марту 1944. године. Нови премијер Диме Стојај је легализовао Партију стреластог крста.
Странка је подржавала депортације Јевреја, а њени чланови су помагали у њихову скупљању у логоре након чега су Јевреји упућивани у немачке логоре смрти. Странка је према меморијалним музеју холокауста САД одговорна за смрт око 500.000 мађарских грађана јеврејског порекла.
Странка је забрањена од стране Совјета 26. фебруара 1945. када су заузели Будимпешту. Већина њених вођа је похапшена, те им је суђено. Сам вођа странке, Ференц Салаши, био је осуђен на смрт.